# 塔吕-圣热姆
塔吕-圣热姆（法語：Tallud-Sainte-Gemme，法語發音：[taly sɛ̃t ʒɛm]），当地亦称勒塔吕-圣热姆（Le Tallud-Sainte-Gemme），是法国卢瓦尔河地区大区旺代省的一个市镇，位于该省东部，属于丰特奈勒孔特区。该市镇于1827年由原市镇勒塔吕（Le Tallud）和圣热姆德布吕耶尔（Sainte-Gemme-des-Bruyères）合并而成。

## 地理
塔吕-圣热姆（46°41'12"N, 0°53'7"W）面积18.57 平方千米，位于法国卢瓦尔河地区大区旺代省，该省份为法国西部沿海省份，北起大西洋卢瓦尔省和曼恩-卢瓦尔省，西临大西洋，南至滨海夏朗德省，东部及东南部与德塞夫勒省接壤。
与塔吕-圣热姆接壤的市镇（或旧市镇、城区）包括：巴佐日昂帕雷、沙瓦涅莱勒杜、拉梅耶赖蒂耶、穆耶龙-圣日耳曼、列奥米尔。
塔吕-圣热姆的时区为UTC+01:00、UTC+02:00（夏令时）。

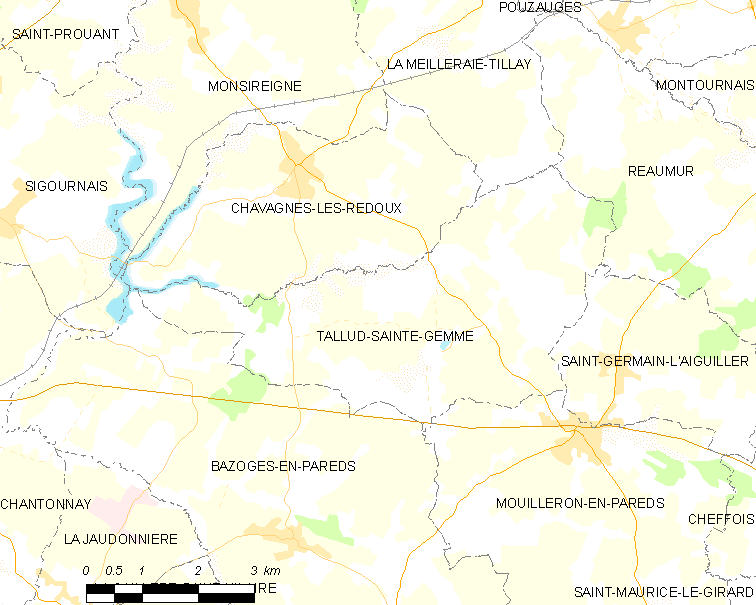
塔吕-圣热姆的OSM定位图

## 行政
塔吕-圣热姆的邮政编码为85390，INSEE市镇编码为85287。

## 政治
塔吕-圣热姆所属的省级选区为莱塞比耶县。

## 人口

1962-2008年间塔吕-圣热姆人口变化图示

塔吕-圣热姆于2022年1月1日时的人口数量为447人。